# Beciu
Beciu é uma comuna romena localizada no distrito de Teleorman, na região de Muntênia. A comuna possui uma área de 25.08 km² e sua população era de 1868 habitantes segundo o censo de 2007.